# Luriecq
Luriecq est une commune française située dans le département de la Loire en région Auvergne-Rhône-Alpes, et faisant partie de Loire Forez Agglomération.

## Géographie
Luriecq fait partie du Forez.
| Marols        | Chenereilles            |             |
|               | Luriecq                 | Périgneux   |
| Estivareilles | Saint-Bonnet-le-Château | La Tourette |

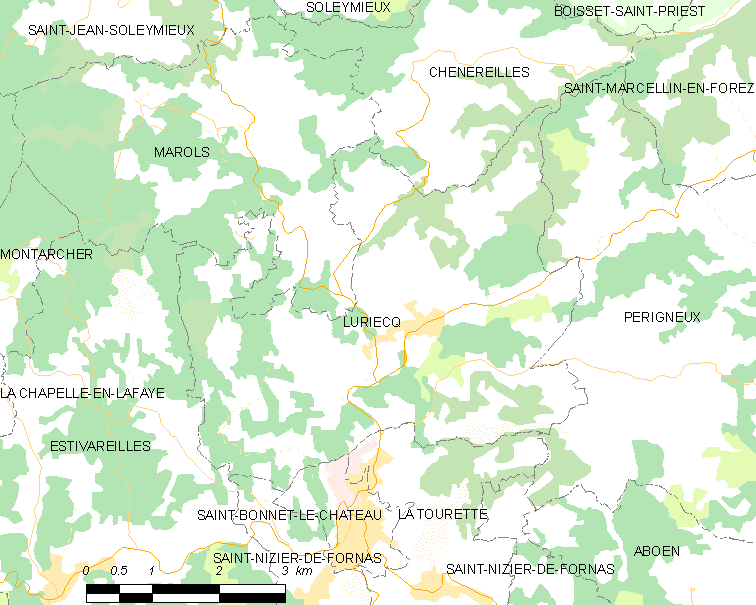
Localisation du village et des communes aux alentours.

La commune de Luriecq est distante de 26 km de Montbrison, sa sous-préfecture, et 34 km de sa préfecture, Saint-Étienne.

### Climat
Pour des articles plus généraux, voir Climat d'Auvergne-Rhône-Alpes et Climat de la Loire.
En 2010, le climat de la commune est de type climat des marges montargnardes, selon une étude du Centre national de la recherche scientifique s'appuyant sur une série de données couvrant la période 1971-2000. En 2020, Météo-France publie une typologie des climats de la France métropolitaine dans laquelle la commune est exposée à un climat de montagne ou de marges de montagne et est dans la région climatique Nord-est du Massif Central, caractérisée par une pluviométrie annuelle de 800 à 1 200 mm, bien répartie dans l’année.
Pour la période 1971-2000, la température annuelle moyenne est de 9,3 °C, avec une amplitude thermique annuelle de 16,2 °C. Le cumul annuel moyen de précipitations est de 904 mm, avec 9,5 jours de précipitations en janvier et 7 jours en juillet. Pour la période 1991-2020, la température moyenne annuelle observée sur la station météorologique de Météo-France la plus proche, « Saint-Bonnet-le-Chateau_sapc », sur la commune de Saint-Bonnet-le-Château à 3 km à vol d'oiseau, est de 10,1 °C et le cumul annuel moyen de précipitations est de 851,5 mm,. Pour l'avenir, les paramètres climatiques de la commune estimés pour 2050 selon différents scénarios d'émission de gaz à effet de serre sont consultables sur un site dédié publié par Météo-France en novembre 2022.

## Urbanisme

### Typologie
Au 1er janvier 2024, Luriecq est catégorisée commune rurale à habitat dispersé, selon la nouvelle grille communale de densité à sept niveaux définie par l'Insee en 2022.
Elle est située hors unité urbaine. Par ailleurs la commune fait partie de l'aire d'attraction de Saint-Étienne, dont elle est une commune de la couronne,. Cette aire, qui regroupe 105 communes, est catégorisée dans les aires de 200 000 à moins de 700 000 habitants,.

### Occupation des sols
L'occupation des sols de la commune, telle qu'elle ressort de la base de données européenne d’occupation biophysique des sols Corine Land Cover (CLC), est marquée par l'importance des territoires agricoles (54,8 % en 2018), une proportion sensiblement équivalente à celle de 1990 (55,5 %). La répartition détaillée en 2018 est la suivante : 
forêts (42 %), prairies (37,3 %), zones agricoles hétérogènes (17,5 %), zones urbanisées (1,6 %), milieux à végétation arbustive et/ou herbacée (1,2 %), zones industrielles ou commerciales et réseaux de communication (0,3 %). L'évolution de l’occupation des sols de la commune et de ses infrastructures peut être observée sur les différentes représentations cartographiques du territoire : la carte de Cassini (XVIIIe siècle), la carte d'état-major (1820-1866) et les cartes ou photos aériennes de l'IGN pour la période actuelle (1950 à aujourd'hui).

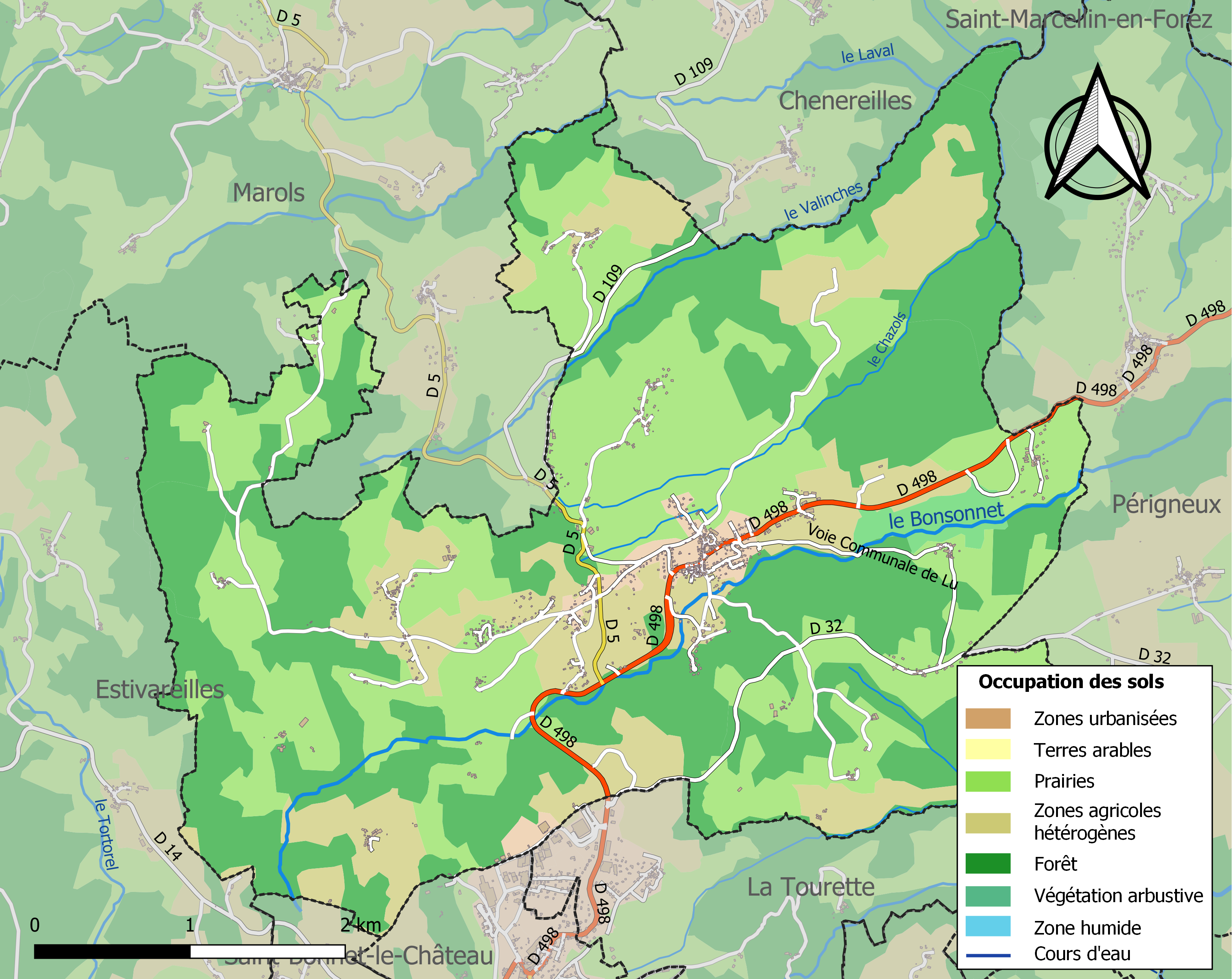
Carte des infrastructures et de l'occupation des sols de la commune en 2018 (CLC).

## Histoire
Église du XIe siècle, reconstruite au XVIe siècle.

## Politique et administration
Le maire sortant a été réélu à l'issue des élections municipales de 2014 ; le taux de participation est de 60,35 %. Seul candidat, il est l'un des 15 élus siégeant au conseil municipal et l'un des 3 élus siégeant au conseil communautaire.
| Période                                  | Période  | Identité       | Étiquette | Qualité |
| ---------------------------------------- | -------- | -------------- | --------- | ------- |
| Les données manquantes sont à compléter. |          |                |           |         |
| mars 2001                                |          | Jean Crépinge  |           |         |
| mars 2008                                | En cours | Alain Limousin |           |         |

Luriecq faisait partie de la communauté de communes du Pays de Saint-Bonnet-le-Château de 1996 à 2016 puis a intégré Loire Forez Agglomération.

## Démographie
L'évolution du nombre d'habitants est connue à travers les recensements de la population effectués dans la commune depuis 1793. Pour les communes de moins de 10 000 habitants, une enquête de recensement portant sur toute la population est réalisée tous les cinq ans, les populations de référence des années intermédiaires étant quant à elles estimées par interpolation ou extrapolation. Pour la commune, le premier recensement exhaustif entrant dans le cadre du nouveau dispositif a été réalisé en 2005.

En 2022, la commune comptait 1 254 habitants, en évolution de −4,13 % par rapport à 2016 (Loire : +1,32 %, France hors Mayotte : +2,11 %).
| 1793  | 1800  | 1806  | 1821  | 1831  | 1836  | 1841  | 1846  | 1851  |
| ----- | ----- | ----- | ----- | ----- | ----- | ----- | ----- | ----- |
| 1 100 | 1 190 | 1 084 | 1 093 | 1 097 | 1 191 | 1 270 | 1 349 | 1 309 |

| 1856  | 1861  | 1866  | 1872  | 1876  | 1881  | 1886  | 1891  | 1896  |
| ----- | ----- | ----- | ----- | ----- | ----- | ----- | ----- | ----- |
| 1 258 | 1 192 | 1 162 | 1 427 | 1 229 | 1 269 | 1 392 | 1 226 | 1 203 |

| 1901  | 1906  | 1911  | 1921 | 1926 | 1931 | 1936 | 1946 | 1954 |
| ----- | ----- | ----- | ---- | ---- | ---- | ---- | ---- | ---- |
| 1 112 | 1 108 | 1 003 | 882  | 841  | 871  | 846  | 731  | 703  |

| 1962 | 1968 | 1975 | 1982 | 1990 | 1999 | 2005 | 2006 | 2010  |
| ---- | ---- | ---- | ---- | ---- | ---- | ---- | ---- | ----- |
| 580  | 528  | 544  | 608  | 625  | 766  | 913  | 917  | 1 190 |

| 2015  | 2020  | 2022  | - | - | - | - | - | - |
| ----- | ----- | ----- | - | - | - | - | - | - |
| 1 295 | 1 271 | 1 254 | - | - | - | - | - | - |

## Économie
Alors que la commune ne comptait plus de commerces, au début du XXIe siècle ouvre un « Comptoir de campagne », reprenant le projet d'une entreprise lyonnaise afin de proposer du multiservice pour lutter contre la désertification. Suivent l'installation d'un bar et d'une boucherie.

## Lieux et monuments
- Les Croix : croix du cimetière (XVIe siècle), piétà du bourg, croix de Nurols (XVIe siècle), calvaire, madone[21].
- Église Saint-Irénée, datée du XVIe siècle, classée monument historique depuis 1973[22].
- Dolmen de Roche-Cubertelle, daté du Néolithique ou du Chalcolithique, seul site mégalithique de la Loire classé monument historique (depuis 1916)[23].
- Monument aux morts.

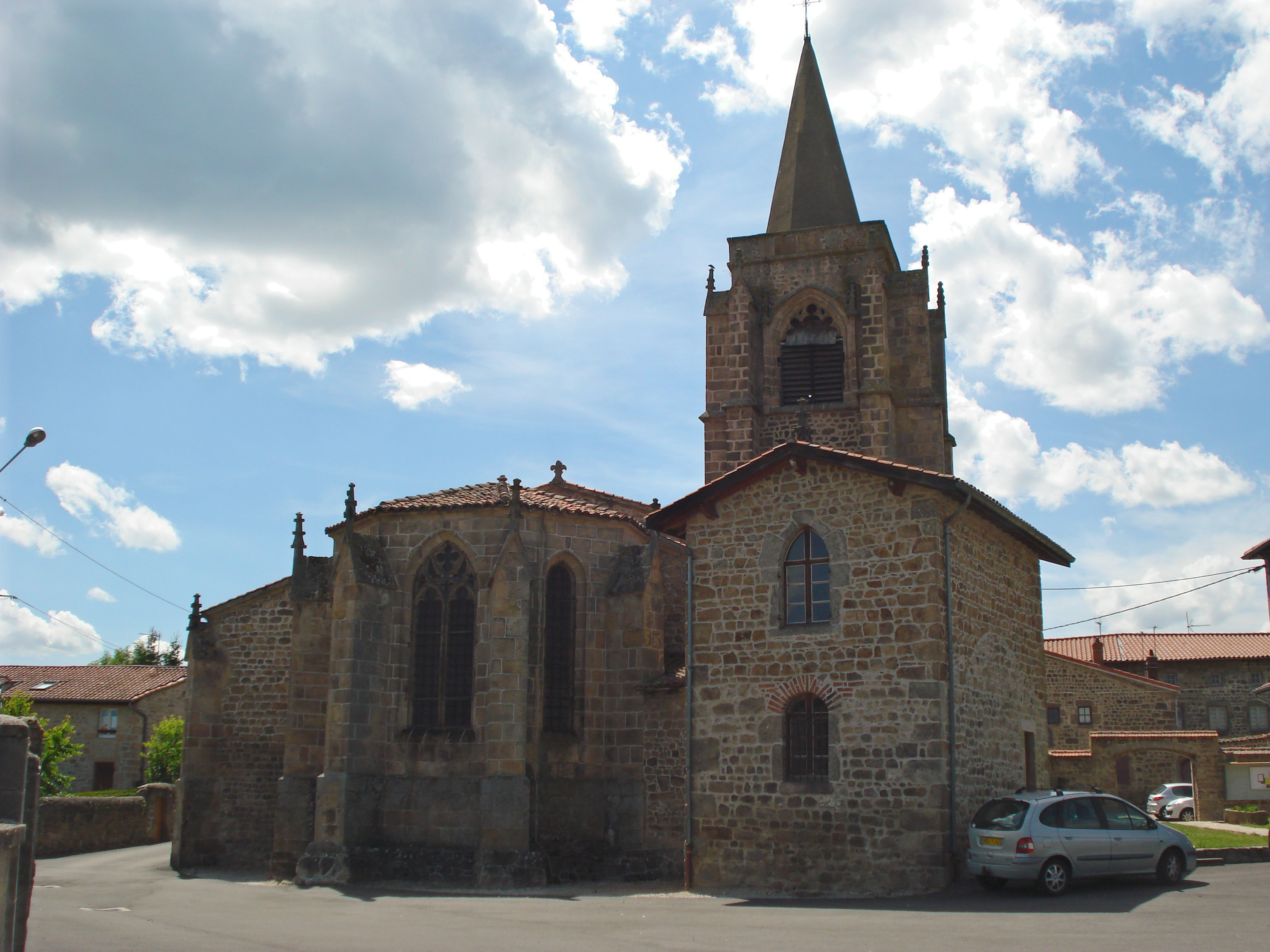
L'église avec son chevet.
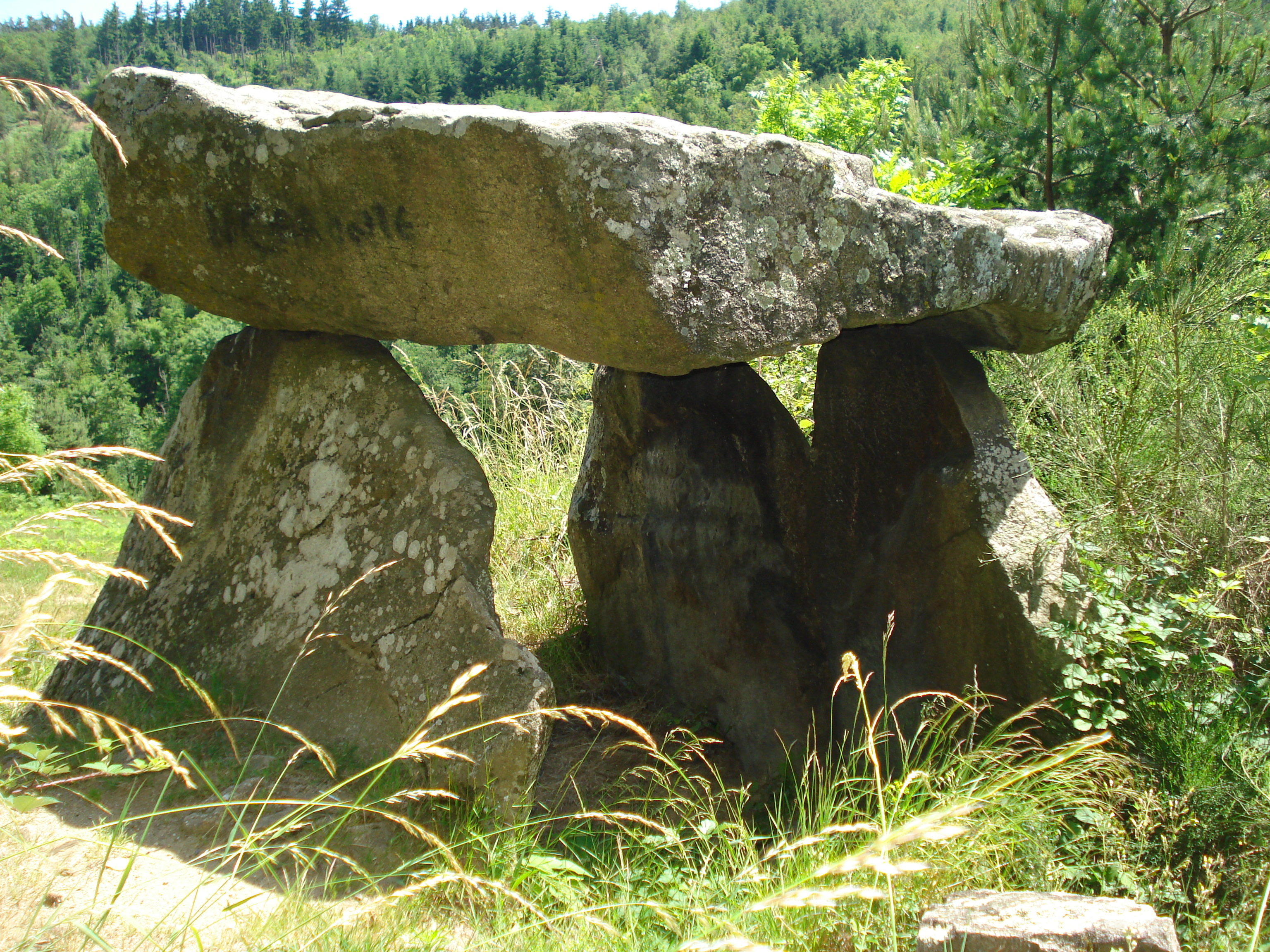
Le dolmen.